# 北峰山国家森林公园
北峰山国家森林公园位于广东省江门市台山市四九镇，与上川飞沙滩旅游区并称为台山的“一山一水”。
北峰山最高處為海拔926米的主峰，紧鄰古兜山省級自然保護區。由於山形與日本富士山相似，又被当地人稱之為台山富士山。广东省林业厅早于1993年7月建立起省级森林公园--北峰山森林公園，2004年12月由国家林业局批准成立北峰山国家森林公园。

## 生態
園區維管束植物986種，其中國家重點保護的瀕危珍稀植物有14種野生荔枝、野茶樹、四藥門花等：國家重點保護的瀕危珍稀動物有22種穿山甲，其中國家一級保護動物金錢龜、蟒蛇。

## 交通
北峰山距離江湛铁路台山站21公里。